# John Owen
John Owen (Stadhampton, 1616 - Ealing, 24 de Agosto de 1683) é, por consenso, o mais bem conceituado teólogo puritano, e muitos o classificariam, ao lado de João Calvino e de Jonathan Edwards, como um dos três maiores teólogos reformados de todos os tempos.
Nascido em 1616, entrou para o Queen's College, em Oxford, aos 12 anos de idade obtendo o grau de Bacharel em Letras em 1632 e mestrado, também em Letras em 1635 aos 19 anos de idade. Em 1637 tornou-se pastor. 
Na década de 1640 foi capelão de Oliver Cromwell e, em 1651, veio a ser deão da Christ Church, a maior faculdade de Oxford. Em 1652, recebeu o cargo adicional de vice-reitor da universidade, a qual passou a reorganizar com sucesso notável.
Depois de 1660, foi líder dos Independentes (mais tarde chamados de congregacionais), até sua morte em 1683. 

## Biografia
De origem Galesa, Owen nasceu em Stadhampton em Oxfordshire e foi educado no Queen's College, Oxford. Puritano por criação, Owen deixa Oxford em 1637 por conta dos novos estatutos opressivos de William Laud, e se torna capelão e tutor da família de Sir Robert Dormer e, posteriormente, de Lord Lovelace. Com o advento da Guerra Civil Inglesa, Owen apoiou o parlamento e, por consequência, perdeu suas chances de herdar a herança de seu tio, um Realista Galês. Viveu por um tempo em Charterhouse Yard, atormentado por questões religiosas. Suas dúvidas foram sanadas por um sermão pregado por um desconhecido na igreja de St Mary Aldermanbury, onde ele estava com a intenção de ouvir Edmund Calamy pregar. Sua primeira publicação foi "The Display of Arminianism" (1642), uma acusação ao Arminianismo e defesa apaixonada do Calvinismo (Monergismo), que lhe rendeu a posição de pastor em uma congregação em Fordham, Essex, da qual um "ministro escandaloso" havia sido expulso. Em Fordham ele se manteve dedicado ao trabalho paroquial, tendo escrito apenas The Duty of Pastors and People Distinguished ("O dever distinto dos Pastores e das pessoas", em tradução livre) até 1646.

## Legado escrito
Apesar de suas outras realizações, Owen é mais famoso por seus escritos. Estes abrangem a gama de assuntos doutrinários, eclesiásticos e práticas. Eles são caracterizados pela profundidade, rigor e, conseqüentemente, de autoridade. Andrew Thomson disse que Owen "faz você sentir que quando ele chega ao fim de seu tema, ele também o esgotou". Seu primeiro livro foi publicado em 1642 e o último em 1683 que estava sendo impresso quando ele morreu.

### Este é o conjunto de dezesseis volumes, editado por WH Goold (Inglês)
- Volume 1: A glória de Cristo
- Volume 2: Comunhão com Deus
- Volume 3: O Espírito Santo
- Volume 4: A razão da Fé
- Volume 5: Fé e suas evidências
- Volume 6: Tentação e Pecado
- Volume 7: Pecado e Graça
- Volume 8: Sermões à nação
- Volume 9: Sermões para a Igreja
- Volume 10: A Morte de Cristo
- Volume 11: Continuando na Fé
- Volume 12: O Evangelho Defendido
- Volume 13: Ministério e Comunhão
- Volume 14: Verdadeira e Falsa Religião
- Volume 15: Igreja Pura e Unida
- Volume 16: A Igreja e a Bíblia

Essas obras em inglês têm um total de 9.285 páginas. Infelizmente temos apenas algumas de suas obras traduzidas para o português. John Owen é considerado como o maior teólogo inglês de todos os tempos.
No prefácio de uma das traduções do livro  "Mortificação do Pecado" J. I. Packer diz: "Acredito que devo mais a John Owen do que a qualquer teólogo do passado ou da atualidade, e devo mais a este livro sobre a mortificação do que a qualquer outro de seus escritos". 